# Dysaphis cnidii
Dysaphis cnidii är en insektsart som beskrevs av Shaposhnikov och Stekolshchikov 1989. Dysaphis cnidii ingår i släktet Dysaphis och familjen långrörsbladlöss. Inga underarter finns listade i Catalogue of Life.